# János Stibinger
János Stibinger (maďarsky Stibinger János; 24. září 1923 Reșița – 17. června 1949 Arad) byl maďarsko-rumunský fotbalový útočník a rumunský reprezentant. V Československu působil jako repatriant po druhé světové válce.
Jeho jméno bylo publikováno v mnoha různých variantách (krom výše uvedených – Ion/Ioan/Iosif Stibinger/Stiebinger), v českých, slovenských a maďarských publikacích byl uváděn také jako Ján/János Barna a zejména v Československu často jako Ján Stiebingern-Štrba.

## Hráčská kariéra
V maďarské lize hrál za Elektromos FC/MSE a Nagyváradi AC (mistr 1943/44). V československé lize nastupoval za Jednotu Košice, v jejím dresu vstřelil pět prvoligových gólů. V rumunské lize patřil k oporám ITA Arad (později znám jako UTA), s nímž se stal dvakrát mistrem Rumunska (1946/47 a 1947/48). V ročníku 1947/48 získal double, když k ligovému prvenství přidal také vítězství v rumunském poháru.

### Reprezentace
Dvakrát reprezentoval Rumunsko, aniž by skóroval. Debutoval 22. června 1947 v Bukurešti v zápase s Jugoslávií, který hosté vyhráli 3:1 (poločas 2:1). Poslední reprezentační zápas odehrál 2. května 1948 v Bukurešti proti Albánii, ve kterém hosté zvítězili 1:0 (poločas 0:0). Jednou nastoupil také za rumunské reprezentační B-mužstvo.

### Prvoligová bilance
| Ročník                          | Zápasy | Góly | Minuty | Klub                             |
| ------------------------------- | ------ | ---- | ------ | -------------------------------- |
| I. liga 1941/42                 | 12     | 5    | –      | Elektromos FC                    |
| I. liga 1942/43                 | 26     | 7    | –      | Nagyváradi AC                    |
| I. liga 1943/44                 | 20     | 3    | –      | Nagyváradi AC                    |
| I. liga 1944                    | 1      | 0    | –      | Nagyváradi AC                    |
| I. liga 1944/45                 | 1      | 0    | –      | Elektromos MTE                   |
| I. liga 1945/46                 | 18     | 4    | –      | Elektromos Munkás Sportegyesület |
| I. liga 1945/46                 | 4      | 1    | 360    | ŠK Jednota Košice                |
| I. liga 1946/47                 | 16     | 4    | 1440   | ŠK Jednota Košice                |
| I. liga 1946/47                 | 6      | 4    | –      | ITA Arad                         |
| I. liga 1947/48                 | 26     | 12   | –      | ITA Arad                         |
| I. liga 1948/49                 | 18     | 3    | –      | ITA Arad                         |
| CELKEM I. ČS. LIGA (1946)       | 20     | 5    | 1800   |                                  |
| CELKEM I. RUM. LIGA (1947–1949) | 50     | 19   | –      |                                  |
| CELKEM I. MAĎ. LIGA (1941–1946) | 78     | 19   | –      |                                  |